# ルベン・デ・ラ・レー
ルベン・デ・ラ・レー・グティエレス（Rubén De la Red Gutiérrez, 1985年6月5日 - ）は、スペイン・マドリード州モストレス出身の元サッカー選手、現サッカー指導者。現役時代のポジションはミッドフィールダー。元スペイン代表であった。
公式サイトなどではルベン・デ・ラ・レッドとも表記される。

## 経歴

### クラブ
レアル・マドリードの下部組織（カンテラ）出身。2006年、ヴァンデルレイ・ルシェンブルゴ監督の下でトップチームデビューした。2006年夏にはエメルソンやマアマドゥ・ディアッラなどが同ポジションのライバルとして加入し、リーグ戦での出場は7試合（すべて途中出場）に終わった。同シーズンのコパ・デル・レイ4回戦・エシハ・バロンピエ戦セカンドレグ(5-1)で初得点を挙げた。
2007年8月、出場機会を求めてヘタフェCFに完全移籍した。この契約には移籍後2年間の買い戻しオプションやレアル・マドリード戦の出場ができないなどの条項が盛り込まれた。ヘタフェCFではミカエル・ラウドルップ監督に重用され、センターラインの軸として本職のセンターハーフのみならずセンターバックとしても起用された。コパ・デル・レイでは決勝に進出したが、決勝のバレンシアCF戦には1-3で敗れ、クラブとしては2年連続の準優勝に終わった。2007-08シーズンのUEFAカップでは準々決勝まで勝ち進み、バイエルン・ミュンヘンと対戦したが、延長までもつれた末にアウェーゴール差で敗退した。デ・ラ・レー自身はセカンドレグで開始まもなく退場処分を受けるという悲哀を味わった。
ヘタフェCFでの活躍が古巣に評価され、2008年夏に買い戻しオプションが行使されてレアル・マドリードに復帰した。2008年8月24日、スーペルコパ・デ・エスパーニャセカンドレグのバレンシアCF戦で25mの距離からループシュートを決め、18年前の同大会でサンティアゴ・アラゴン(en:Santiago Aragón)が決めたゴールを思い起こさせるものだったとして話題になった。

### 代表
2004年にはスイスで開催されたUEFA U-19欧州選手権に出場して優勝した。2006年にはU-21スペイン代表に初招集された。ヘタフェCFでの活躍が評価され、2008年5月にはイタリア代表戦のためにルイス・アラゴネス監督率いるスペインA代表に初招集を受けた。イタリア戦には出場しなかったが、5月31日のペルー戦で初出場を果たした。同年6月のUEFA欧州選手権2008にも出場し、グループリーグのギリシャ戦では代表初ゴールを決めた。

### 心臓疾患の疑いとその経過
2008年10月30日、コパ・デル・レイのレアル・ユニオン戦に先発出場するが、前半13分、突如として意識を失ってピッチ上に倒れ、病院に搬送された。担架で運び出された後に意識を回復し、搬送先の病院で心電図をとった結果、心臓には異常がないと診断された が、その後、心臓疾患の疑いがあるとして戦列を離れ、復帰の見通しは立っていない。11月から12月にかけて、心電図、心エコー図、ホルター心電図、エルゴメーター、心臓MRI、コンピュータ断層撮影、電気生理学検査、遺伝子検査など数多くの検査をこなし、スペイン国内外の心臓外科の権威8名が分析にあたった。
2009年4月には、再びプレーできる可能性があると報道された。原因がウイルスによる心筋へのダメージだった可能性があり、そうであるならば再発の危険はないという。 4月下旬には新たな医療検査を受け、一時的に集中治療室で観察下に置かれたが、5月1日に退院した。7月、更なる検査の為に2009-10シーズン中の復帰は絶望的となった。クラブ、デ・ラ・レー本人とも今後は選手ではない形でクラブに貢献していく形となる可能性を示唆した。2009年夏には遺伝子検査やバイオプシーを行ったが、結果は良好で、医学的見地から見て原因は特定できないという。2009年夏、2008-09シーズンにデ・ラ・レーが着けていた背番号18は新加入のラウル・アルビオルが着けることとなったが、アルビオルは「ルベンは親しい友人で、彼が戻ってきたら、このナンバーを返す。彼の背番号だから」と語った。

### 現役引退〜指導者
2010年11月3日には公の場で現役引退の考えを明らかにし、レアル・マドリードの下部組織のコーチとして指導者の道を歩むことを発表した。2011年1月にはフベニールAの助監督に就任し、2010-11シーズンには同カテゴリーでトップリーグ優勝を果たした。
2014-15シーズンからは下部組織のカテゴリーの1つであるフベニールBの監督に就任した。

## エピソード
グラディエーターなどの映画を好み、お気に入りの俳優はウィル・スミスやジェニファー・アニストンである。音楽ではピグノイズ(en:Pignoise)やアントニオ・オロスコなどを好む。
2011年6月5日、彼の26歳の誕生日にエスタディオ・サンティアゴ・ベルナベウにて行われたレアル・マドリードとバイエルン・ミュンヘンの元所属選手らによるチャリティーマッチにおいて、キャプテンマークを巻いてプレーした。試合後のインタビューではフェルナンド・レドンドが子供時代のアイドルであったことを明かし、共にプレーできた喜びを語った。

## 所属クラブ
- 2004-2007  レアル・マドリード・カスティージャ
- 2004-2007  レアル・マドリード
- 2007-2008  ヘタフェCF
- 2008-2010  レアル・マドリード（選手登録は2009年まで）

## 個人成績
| 国内大会個人成績 | 国内大会個人成績   | 国内大会個人成績 | 国内大会個人成績       | 国内大会個人成績 | 国内大会個人成績 | 国内大会個人成績 | 国内大会個人成績 | 国内大会個人成績 | 国内大会個人成績 | 国内大会個人成績 | 国内大会個人成績 |
| 年度             | クラブ             | 背番号           | リーグ                 | リーグ戦         | リーグ戦         | リーグ杯         | リーグ杯         | オープン杯       | オープン杯       | 期間通算         | 期間通算         |
| 年度             | クラブ             | 背番号           | リーグ                 | 出場             | 得点             | 出場             | 得点             | 出場             | 得点             | 出場             | 得点             |
| スペイン         | スペイン           | スペイン         | スペイン               | リーグ戦         | リーグ戦         | 国王杯           | 国王杯           | オープン杯       | オープン杯       | 期間通算         | 期間通算         |
| ---------------- | ------------------ | ---------------- | ---------------------- | ---------------- | ---------------- | ---------------- | ---------------- | ---------------- | ---------------- | ---------------- | ---------------- |
| 2004-05          | レアル・マドリード |                  | リーガ・エスパニョーラ | 0                | 0                |                  |                  |                  |                  |                  |                  |
| 2005-06          | レアル・マドリード |                  | リーガ・エスパニョーラ | 3                | 0                |                  |                  |                  |                  |                  |                  |
| 2006-07          | レアル・マドリード | 26               | リーガ・エスパニョーラ | 7                | 0                |                  |                  |                  |                  |                  |                  |
| 2007-08          | ヘタフェCF         | 10               | リーガ・エスパニョーラ | 31               | 2                |                  |                  |                  |                  |                  |                  |
| 2008-09          | レアル・マドリード | 18               | リーガ・エスパニョーラ | 7                | 1                |                  |                  |                  |                  |                  |                  |
| 通算             | スペイン           | スペイン         | リーガ・エスパニョーラ | 48               | 3                |                  |                  |                  |                  |                  |                  |
| 総通算           | 総通算             | 総通算           | 総通算                 | 48               | 3                |                  |                  |                  |                  |                  |                  |

## タイトル

### クラブ
- レアル・マドリード

リーガ・エスパニョーラ　優勝 : 2006-2007
スーペルコパ・デ・エスパーニャ　優勝 : 2008

### 代表
- U-19スペイン代表

UEFA U-19欧州選手権　優勝 : 2004
- スペインA代表

UEFA欧州選手権 優勝 : 2008